# Aarau
Aarau je grad u Švicarskoj i glavni grad kantona Aargau (Argovia). 

## Zemljopis
Nalazi se na desnoj obali rijeke Aare, 392 m nad morem. 

## Povijest
Grad je osnovan 1241., a gradska prava dobio je 1283; 1798. glavni grad Helvetske republike; 1803. glavni grad kantona Aargau.
U gradu se nalazi gimnazija, učiteljska škola sa zavodom za djevojke, lijepa crkva iz 13. st., gradska vijećnica s tornjem»Rore«, vladina palača, vijećnica velikoga vijeća, knjižnica, bolnica, etnografski, prirodoslovni i obrtni muzej sa slikarijama na staklu iz samostana Muri, galerija slika (Arnold Böcklin). Snagom rijeke Aare znamenita industrija (svilene vrpce, obuća, živežne namirnice, strojevi, risarske sprave, boje, ljevaonica željeza i zvonova, električne sprave, tiskarstvo). 
Most za željeznicu Luzern-Rajna i postaja na pruzi Olten-Zürich. Grad je postao od kaštela grofova Kiburg na prijelazu preko Aare. Godine 1259. postao grad, od 1273. pripada grofovima Habsburg, od 1415. Bernu. Godine 1798. zakratko glavni grad Helvetske Republike, a od 1803. kantona Aargau.

## Šport
- FC Aarau nogometni klub

## Galerija slika
- Stari grad

## Vanjske poveznice
- http://www.aarau.ch Službena stranica (njem.)